# Afghanischer Kriegsteppich

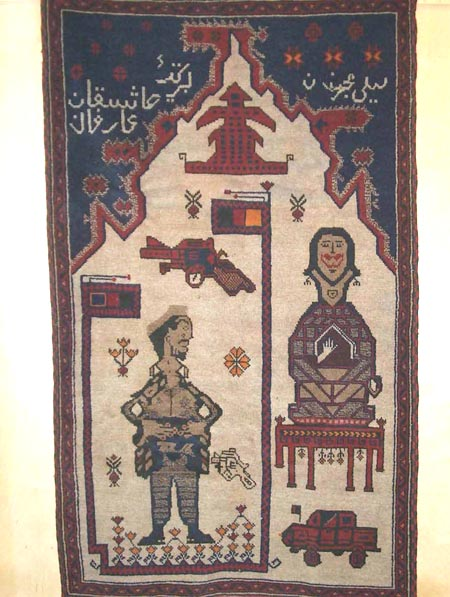
Beispiel für einen Kriegsteppich

Afghanische Kriegsteppiche (qualin-e dschihad oder war aksi; englisch Afghan war rugs) sind handgeknüpfte, zumeist schafwollene Teppiche aus Afghanistan und Pakistan, die militärische Objekte und Motive des Kriegs abbilden. Die Motive sind ein Ergebnis der afghanischen Kriegskonflikte der jüngeren Geschichte. Sie zeigen aber auch die Terroranschläge auf das World Trade Center vom 11. September 2001 und Motive aus dem Krieg gegen den Terror.
Kriegsteppiche lassen sich je nach Funktion in Propaganda-, Sieges-, Stadt-, Gedenk- und Souvenirteppiche unterscheiden.

## Entstehung

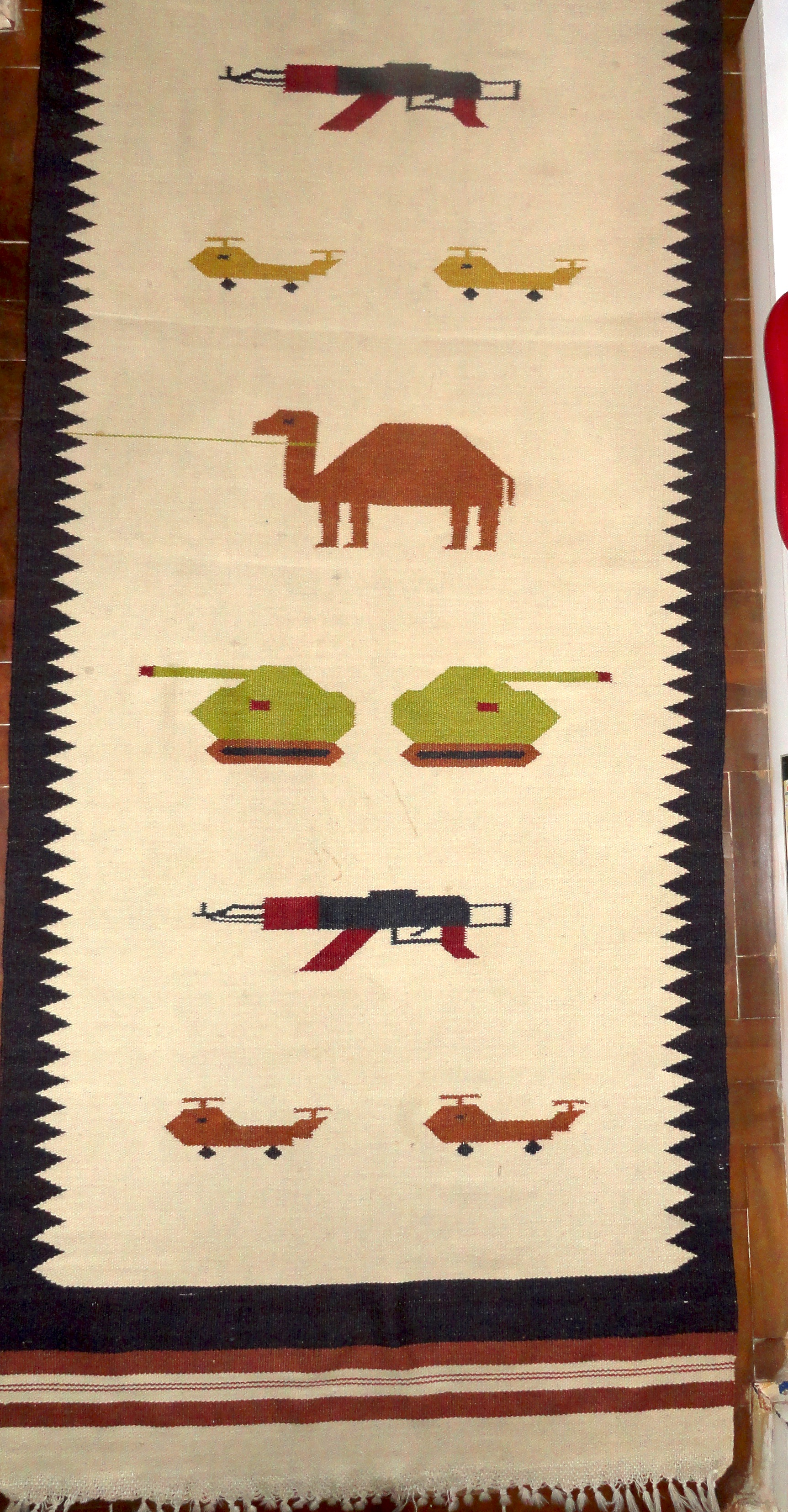
Ein moderner afghanischer Kelim mit Kriegsmotiven und Dromedar

Die genauen Umstände der Entstehung von Kriegsteppichen sind noch nicht eindeutig geklärt. Afghanistan kann, ebenso wie seine Nachbarstaaten, auf eine lange Geschichte der Teppichherstellung zurückblicken. Beim Einmarsch der Sowjetunion im Jahr 1979 flüchteten viele Afghanen in das Nachbarland Pakistan. Die Kriegserfahrungen der Flüchtlinge flossen unmittelbar in die Teppichgestaltung ein. Teppichspiegel und Bordüre zeigten plötzlich einen Mix aus traditionellen Ornamenten und aufgereihten Handgranaten, Panzern, Helikoptern, Panzerfäusten und Sturmgewehren der russischen Marke Kalaschnikow (AK 47). Im Ausland wurden diese Teppiche oft als stiller Hilferuf verstanden. In der Regel vernichteten die sowjetischen Besatzer diese Teppiche, wenn sie ihrer habhaft wurden.
Eine neue Variante entstand nach dem Abzug der Roten Armee 1989, die sogenannten „Siegesteppiche“ (Victory over the Soviets rugs). Diese Teppiche zeigten zumeist Land- oder Regionalkarten von Afghanistan. Eine weitere Neuheit war die Abbildung einer Figur mit Hammer und Sichel auf der Stirn, der „Sowjetische Hampelmann“. Damit war der verbliebene kommunistische Präsident Mohammed Nadschibullāh gemeint, der als Moskaus Marionette wahrgenommen und 1992 gestürzt wurde. Die 1990er Jahre waren durch einen anschließenden Bürgerkrieg geprägt, den regionale Warlords der Mudschaheddin gegeneinander ausfochten und aus dem die Taliban als Sieger hervorgingen.
Mit den Terroranschlägen vom 11. September 2001 und dem anschließenden NATO-Einsatz unter Federführung der USA kam es zu weiteren Bildvarianten. Ein häufiges Teppichmotiv waren nun die gezielten Flugzeugabstürze auf das World Trade Center in New York. Auch tauchte statt der sowjetischen nun westliche Waffentechnik als Teppichornament auf. So wurde beispielsweise die sowjetische MiG-21 durch US-amerikanische F-16-Bomber ersetzt. Eine Neuerung seit dem Jahr 2014 ist die Abbildung von Kampfdrohnen.
Aufgrund ihrer bizarren Bildsprache haben Kriegsteppiche einen hohen Wert bei Sammlern und Galeristen. Nach dem 11. September 2001 verdoppelte sich der Preis im Vergleich zu handelsüblichen Orientteppichen. Die anonym produzierte Volkskunst lässt enorme Handelsspannen vermuten. Inwieweit es sich um wirkliche Volkskunst oder vielmehr um professionell gefertigte Auftragsarbeiten handelt, ist nicht klar.

## Akteure
Afghanische Kriegsteppiche werden von verschiedenen, halbnomadischen Gruppen geknüpft. Zu diesen Ethnien gehören Belutschen, Taymani, Turkmenen und Usbeken. Geografisch verteilt sich die Produktion auf den afghanischen Teil Belutschistans im Süden und auf die Turkvölker im Norden des Landes. Das Volk der Paschtunen, mit 42 Prozent staatstragende Ethnie Afghanistans, aber auch Hauptunterstützer des bilderfeindlichen Taliban-Regimes, ist hingegen nicht vertreten.
Von Männern und Jungen geknüpfte Teppiche stellen keine Besonderheit dar. Sie sind schon zu früheren Zeiten vor allem im Rahmen von Ausbildungsprogrammen entstanden. Die eigentlichen, allerdings „unsichtbaren“ Akteure sind jedoch Frauen, und vielleicht auch schon Mädchen, die in monatelanger Arbeit an mobilen Webstühlen die aufwändigen Teppiche knüpfen. Es gibt inzwischen auch Teppiche, die maschinell im Iran und anderen Nachbarländern hergestellt werden und in Proportion und Farbverlauf eine beinahe schon fotogetreue Bildwiedergabe ermöglichen. Diese Herstellungsform empfiehlt sich besonders bei Porträts.
Der italienische Objektkünstler Alighiero Boetti gab für sein Mappa-Mundi-Projekt ab 1988 einige Teppiche in Auftrag. Diese Weltkartenteppiche (map qalin-e oder map aksi), die nach seinem Entwurf als Bordüre kleine Flaggen von Nationen der Welt zeigen, entstanden in und um Flüchtlingscamps im pakistanischen Peschawar. Nach dem Tod des Künstlers († 1994) wurden diese Darstellungen weiter produziert und bereicherten den traditionellen Motivschatz. Um 1990 kamen zahlreiche Teppiche mit der Landkarte Afghanistans (und später Pakistans) auf den Markt. „Sie zielten ganz eindeutig auf eine Käuferschaft aus Exil-Afghanern und werden weltweit über nahezu sämtliche Kanäle des Teppichhandels vertrieben“ (Rolf Sachsse).
Kevin Sudeith wurde 1996 ein Sammler und Händler afghanischer Kriegsteppiche. Sudeith ist in Queens, New York, beheimatet und im künstlerischen wie kommerziellen Sinne im angelsächsischen Raum sehr aktiv. Durch seine Öffentlichkeitsarbeit werden Kriegsteppiche immer wieder in den englischsprachigen Medien besprochen.
Wissenschaftlich begleitet und aktuell beobachtet werden die Afghan War Rugs seit April 2004 von Nigel Lendon und Tim Bonyhady von der Australian National University. Die beiden australischen Wissenschaftler betreiben das Blog Rugs of War. Das Web-Projekt ist das Ergebnis zweier Ausstellungen von 2003 bzw. 2004 in der Hauptstadt Canberra und in Adelaide.
Der deutsche Filmemacher Till Passow entdeckte seinen ersten Kriegsteppich 2002 im Wohnzimmer eines englischen Künstlers in Karatschi. Von da an hat ihn „die Suche nach den verschiedenen Ausdrucksformen von Krieg in afghanischen Teppichen nicht mehr losgelassen und immer wieder in die Teppichbasare von Karatschi, Lahore, Peschawar und Kabul geführt.“ Passow baute sich mit den Jahren eine eigene Sammlung auf und beriet die Pinakothek der Moderne in München beim Aufbau ihrer eigenen Sammlung.

## Sammlungen & Ausstellungen

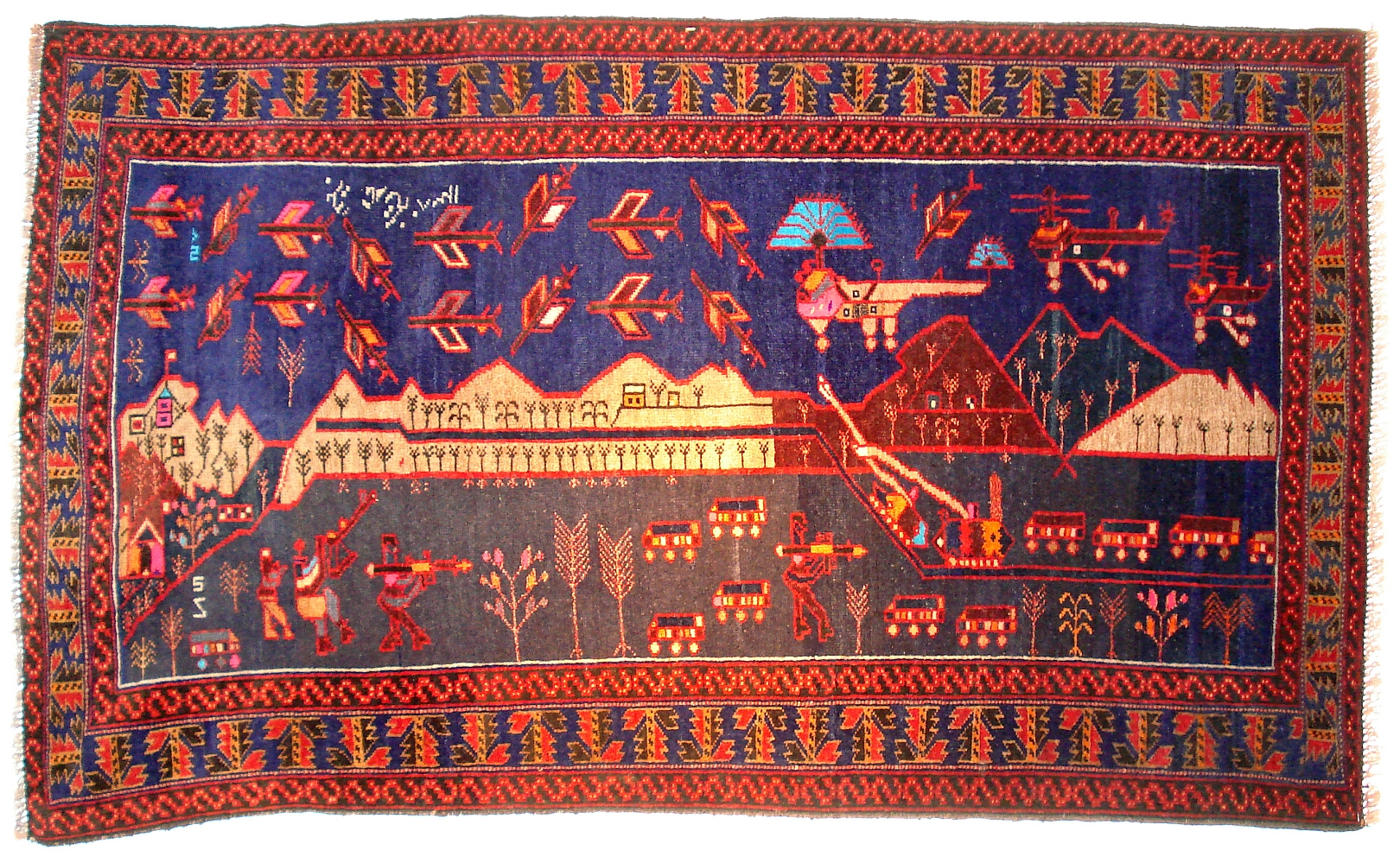
Dieser Bildteppich im Querformat zeigt die Attacke auf Stellungen der Taliban in Bagram im Oktober und November 2001

Die vermutlich erste Sammlung afghanischer Kriegsteppiche in Europa hat das Teppichhaus Saladin in Wiesloch zusammengetragen und in einem farbigen Bildband mit 57 Beispiel-Exemplaren (im Selbstverlag) der Öffentlichkeit präsentiert. Diese Teppiche gehören inzwischen zu den Sammlungen des Museums Fünf Kontinente, ehemals Staatliches Museum für Völkerkunde in München.
Die erste größere Ausstellung in Deutschland war 2001 unter dem Titel Afghanistan: Lebensbaum und Kalaschnikow im Stuttgarter Museum für Völkerkunde zu sehen. Ursprünglich war die Zerstörung der Buddha-Statuen von Bamiyan im März 2001 durch die Taliban Anlass der Ausstellung. Durch den Anschlag auf das World Trade Center am 11. September 2001 erhielt das Thema neue Brisanz.
Vom 27. Februar bis 20. März 2015 wurde in Berlin die Ausstellung Geknüpftes Gedächtnis – Afghanische Kriegsteppiche der Sammlung Till Passow gezeigt. Zur Ausstellung erschien ein zweisprachiger Katalog mit dem Aufsatz Geknüpfte Bilder gegen das Vergessen von Jürgen Wasim Frembgen.

## Trivia
Eine sehr zentrale Rolle spielt ein bestimmter Kriegsteppich in dem Buch Die Prophezeiung des afghanischen Teppichs (Le code du tapis afghan) von Jean-Charles Wall aus dem Jahr 2013. Der französische Innenarchitekt kaufte sich im Mai 1991 in Paris zufällig einen blauen Teppich mit einer modernen Stadtansicht und zehn Flugzeugen über einer Hochhaus-Skyline. Als am 11. September 2001 zwei Flugzeuge in das World Trade Center stürzten, erkannte Jean-Charles Wall plötzlich die Bilder aus dem Fernsehen in seinem Teppich wieder. Mit unermüdlicher Besessenheit machte er sich daran, die persischen Schrift- und Symbolcodes des merkwürdigen Belutschen-Teppichs zu enträtseln. Der Leser erfährt bei der ungewöhnlichen Recherche sehr viel über die Herstellung, Bedeutung und Geschichte afghanischer Kriegsteppiche.